# Ferrovia Bari-Bitritto
La ferrovia Bari-Bitritto è una linea ferroviaria regionale attivata da RFI nel dicembre 2023, destinata a servire la periferia meridionale di Bari lungo l'asse di collegamento con Bitritto.

## Storia

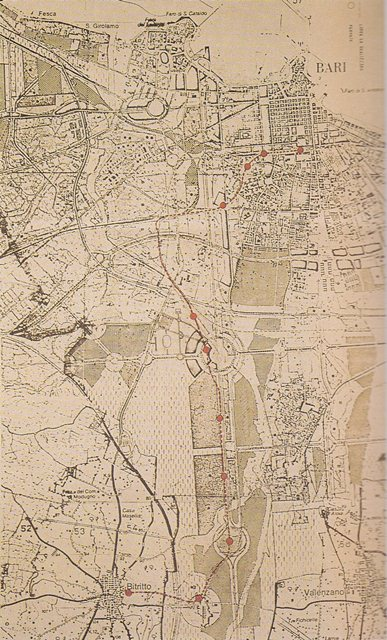
Mappa del tracciato previsto in origine

Il progetto per la costruzione di un "collegamento rapido di massa" fra Bari e Bitritto, destinato a collegare le zone del Policlinico, dello stadio San Nicola, di Carbonara e di Loseto, fu elaborato nel 1986 e presentato nel 1990 dalle Ferrovie Calabro Lucane (FCL).
In occasione dell'apertura al servizio viaggiatori della stazione di Bari Scalo, nel 1989 fu presentato il progetto della nuova linea, a scartamento ridotto (950 mm), che avrebbe dovuto distaccarsi dal preesistente percorso della Bari-Matera all'altezza del policlinico, per poi puntare alla volta di Carbonara e Bitritto. L'impianto, i cui lavori erano stati avviati nel 1988, era concepito come relazione suburbana, con nove fermate intermedie e treni cadenzati ogni dieci minuti nelle ore di punta.
I lavori di costruzione procedettero, nonostante nelle previsioni iniziali l'impianto avrebbe dovuto essere approntato nel quadro delle opere per i campionati mondiali di calcio del 1990, per poi interrompersi nel 1998 senza che fosse effettivamente realizzato il collegamento lato Bari.

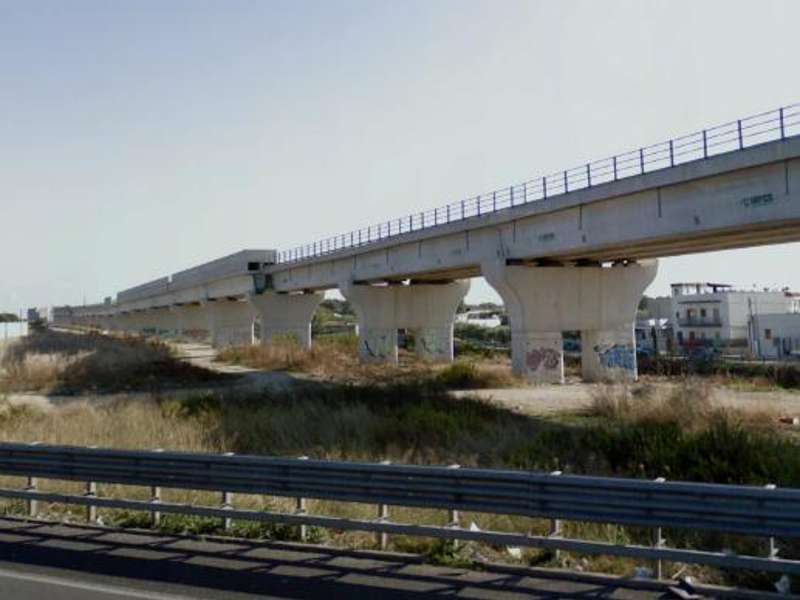
Il viadotto presso il tratto deviatore della Lama Picone

Nel 2006 le Ferrovie Appulo Lucane (FAL), ovvero una delle due società succedute alle FCL dal 2001, bandirono una nuova gara per la progettazione e la valutazione di impatto ambientale di tale completamento, unitamente allo studio di fattibilità per l'ingresso dei treni a scartamento ridotto sul piazzale RFI di Bari Centrale.
L'occasione per fare il punto sui lavori di costruzione della nuova opera fu la presentazione, avvenuta il 29 settembre 2012, dei nuovi complessi automotori di costruzione Stadler. La riapertura dei cantieri, rifinaziati nel 2009 dalla Regione Puglia per 35 milioni di euro, avvenne l'11 settembre 2013, con previsione di completamento nel 2013. La posa del binario fu avviata nel 2015.
A motivo della variante progettuale adottata, comportò l'adozione della trazione elettrica e dello scartamento ordinario anziché ridotto, fu previsto che l'esercizio sulla nuova ferrovia fosse affidato alla Ferrotramviaria anziché alle FAL.
Ad inizio luglio 2021 viene annunciata la possibile apertura, prevista per il 2026, destando rammarichi da parte delle amministrazioni del Comune di Bari e quella di Bitritto. Rete Ferroviaria Italiana (RFI) comunicò allora il 14 luglio che i tempi di attesa per la messa in servizio sarebbero stati accorciati a 18 mesi.
A maggio 2022 furono avviati gli ultimi lavori con conseguenti collaudi tecnici, conclusi a metà 2023.  
La linea è stata formalmente attivata da Rete Ferroviaria Italiana il 30 dicembre 2023, mentre l'avvio del servizio commerciale da parte di Trenitalia è avvenuto l’8 gennaio 2024.

## Caratteristiche
Secondo il progetto originario la linea risultava della lunghezza di 12 km, compresa la sezione fra Bari Centrale e l'area del policlinico. La sezione era stata concepita per la posa di un doppio binario a scartamento ridotto. L'opera ingegneristica più significativa è un viadotto alto circa 10 metri e lungo 4 chilometri, necessario per evitare intersezioni con la viabilità suburbana.
L'intera linea non presenta alcun passaggio a livello e non presenta alcuna intersezione a raso.
La lunghezza definitiva della tratta di nuova costruzione risulta di 9,1 km, cui si sommano 2,8 km comuni alla linea RFI Bari-Taranto sulla quale il binario si innesta. In conseguenza di tale significativa variante progettuale, che consente l'ingresso diretto a Bari Centrale, è stato adottato lo scartamento ordinario e la linea è elettrificata a 3000 V in corrente continua.
Delle numerose stazioni intermedie inizialmente previste, ne sono state realizzate solamente due: la stazione di Bari Santa Rita (che si trova non lontano dalla periferia occidentale del quartiere di Carbonara di Bari, pur prendendo il nome dall'omonimo viale nel vicino quartiere di Ceglie del Campo) e la fermata ferroviaria di Bari Loseto, nell'omonimo quartiere.
È stata tuttavia prevista le realizzazione di un'ulteriore stazione per servire lo stadio, da cui il tracciato ferroviario dista circa 650 metri.
Il segnalamento è stato realizzato da RFI, che fornisce altresì l'alimentazione elettrica e i sistemi di sicurezza.

### Percorso
| Unknown route-map component "d" |  | Unknown route-map component "STR+l" | Unknown route-map component "dSTRq" | Unknown route-map component "KBHFeq" | Unknown route-map component "d" |

| Unknown route-map component "dCONTgq" | Unknown route-map component "ABZq+lr" | Unknown route-map component "KRZo" | Unknown route-map component "edABZq+l" | Station on transverse track | Unknown route-map component "dCONTfq" |

| Straight track | Station on track | Unknown route-map component "exdSTR" |  |

| Straight track | Stop on track | Unknown route-map component "exdHST" |  |

| Unknown route-map component "dCONTgq" | Unknown route-map component "ABZgr" | Straight track | Unknown route-map component "exdSTR" |  | Unknown route-map component "d" |

| 2+549 |
| 0+000 |

| Unknown route-map component "exdvCONTgq" + Unknown route-map component "dCONTgq-" | Unknown route-map component "eKRZvu" + Unknown route-map component "STRq-" | Unknown route-map component "STRr-" + Unknown route-map component "ex-STRq" | Unknown route-map component "exd-STRr" |  | Unknown route-map component "d" |

| Station on track |  | Unknown route-map component "d" |  |

| Stop on track |  | Unknown route-map component "d" |  |

| Unknown route-map component "SKRZ-Ao" |  | Unknown route-map component "d" |  |

| End station |  | Unknown route-map component "d" |  |

La ferrovia Bari-Bitritto si dirama dalla ferrovia Bari-Taranto prima della curva verso Bari Zona Industriale. Sottopassa poi la ferrovia Bari-Altamura-Matera di Ferrovie Appulo Lucane (FAL) in zona Santa Caterina.
Dopo un breve tratto in rilevato viene impegnato il lungo viadotto in cemento armato che serpeggia scavalcando la periferia barese e la strada statale 16 Adriatica volgendo a sud est; in corrispondenza del raccordo circolare Giuseppe Rossi, dove il progetto originario prevedeva una fermata, la linea piega verso sud e torna al piano campagna, assumendo un andamento rettilineo.
Dopo una nuova coppia di curve si incontra il viadotto di scavalcamento della strada da Bitritto a Ceglie, per poi curvare verso ovest. Due ulteriori viadotti, il primo dei quali di scavalco dell'autostrada A14, conducono infine al capolinea di testa, posto a Bitritto in viale Vincenzo Binetti. 

## Movimento
Il servizio prevede una frequenza di 30-40 minuti per gran parte dell'arco della giornata, con treni non cadenzati.